# 탐페레 노동자회관

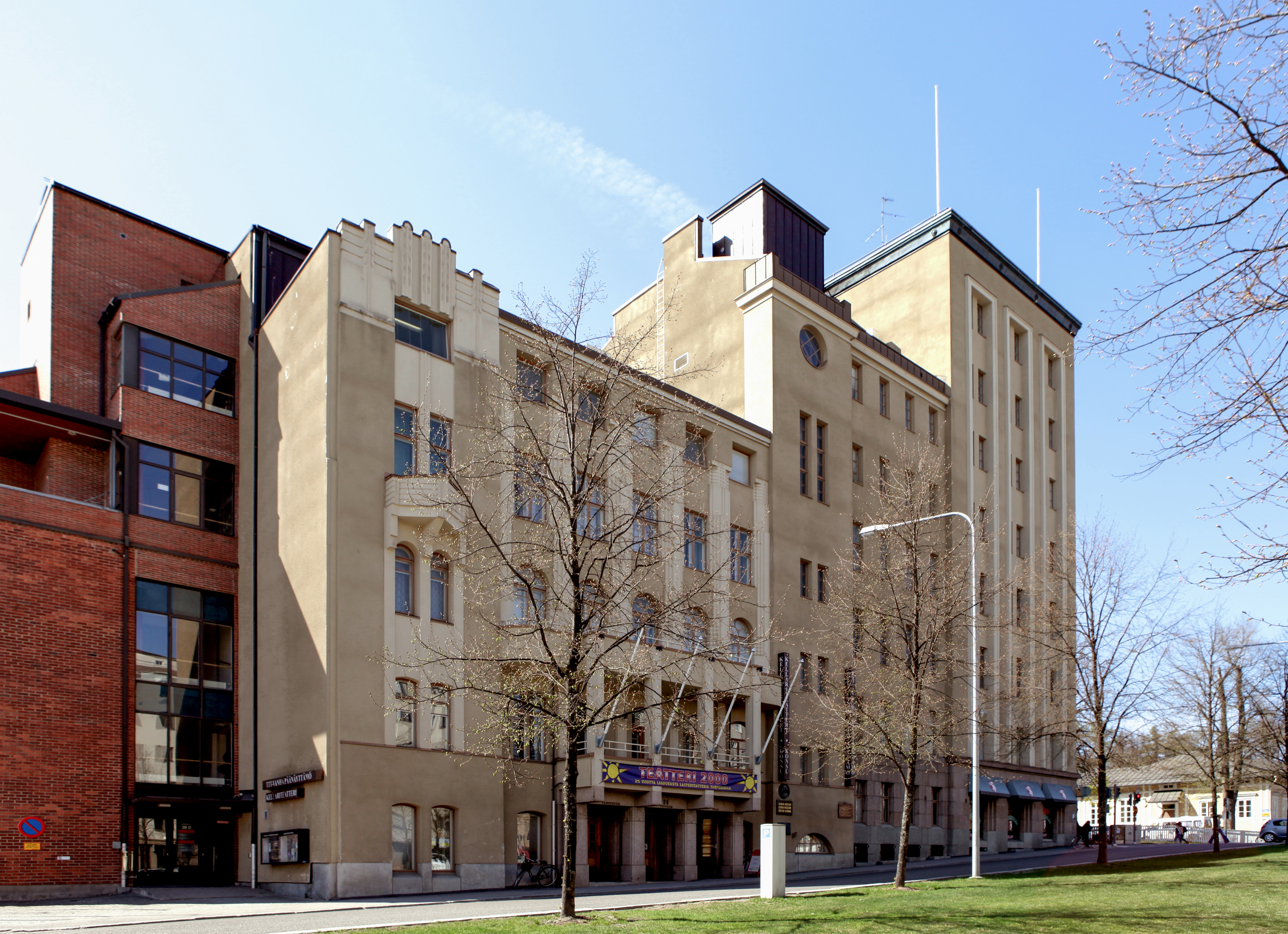

탐페레 노동자회관(핀란드어: Tampereen työväentalo 탐페렌 튀외배엔탈로[*])는 핀란드 탐페레의 노동자 회의소로 사용되는 아르누보 양식 건물이다. "공원탑"이라는 뜻의 푸이스토토르니(핀란드어: Puistotorni)라는 별명으로도 부른다. 1900년 탐페레 노동자협회가 탐페레 지역 노동자들의 문화생활공간으로 지었다. 1912년과 1930년 두 차례 증축했다. 식당 및 핀란드 사회민주당, 탐페레 대학교, 탐페레 레닌 박물관이 계약해 사용하고 있다. 1901년 탐페레 노동자극장이 지어져 1985년까지는 같은 건물을 쓰다가 그 뒤 옆 부지로 옮겼다.
1905년 12월 탐페레 노동자회관은 러시아 사회민주노동당의 망명 회의 장소기도 했다. 런던에서 열린 제3차 당대회와 스톡홀름에서 열린 제4차 당대회 사이에 이곳 탐페레에서 열린 대표자회에서 레닌과 스탈린이 처음 만났다고 한다.